# Consell Suprem de Guerra

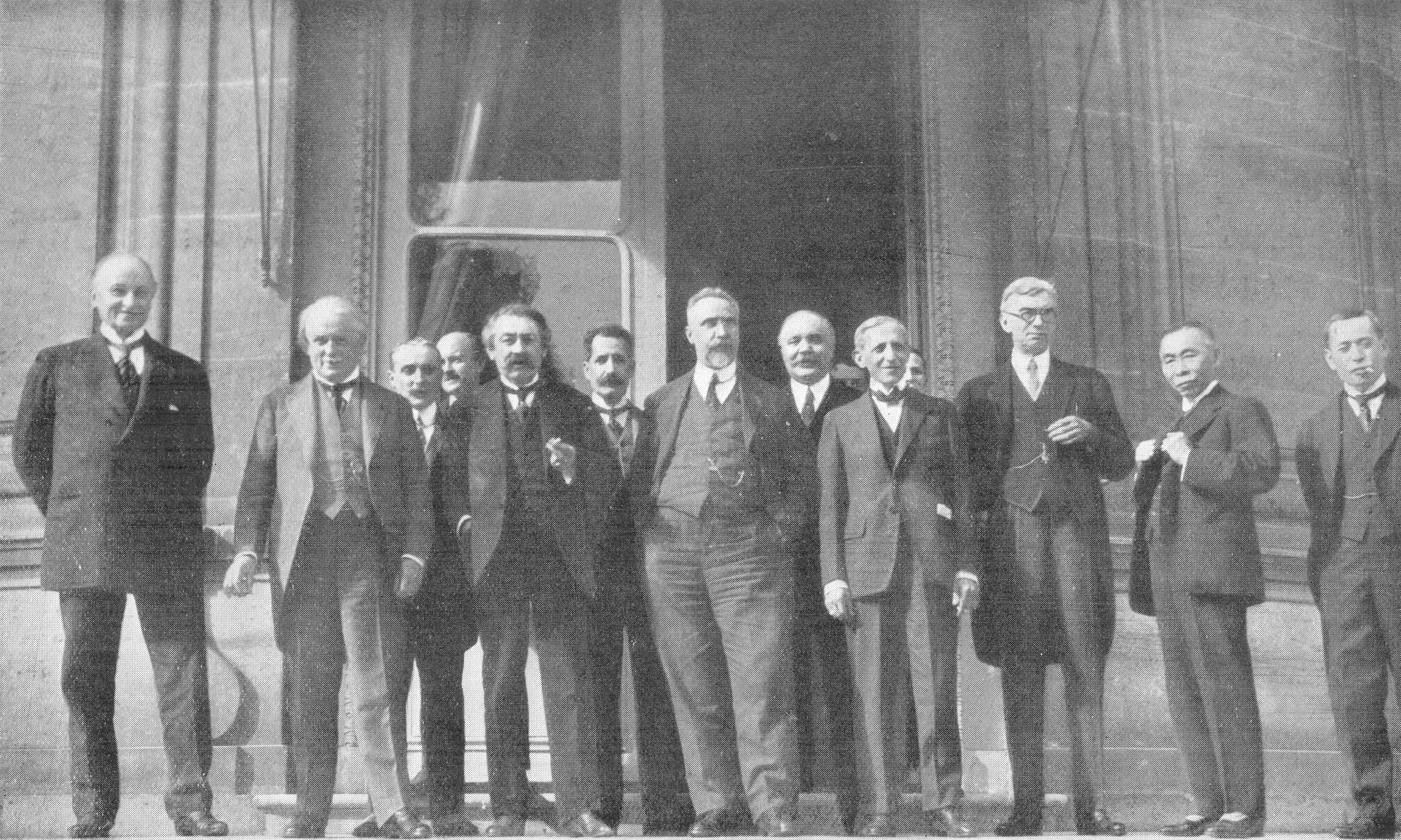
Reunió del Consell Suprem de Guerra a París els dies 8-13 d'agost de 1921.

El Consell Suprem de Guerra fou el comandament militar central creat pel primer ministre britànic David Lloyd George per coordinar les estratègies militars aliades durant la Primera Guerra Mundial. Fou creat el novembre de 1917, després de la batalla de Caporetto, i estava situat físicament a Versalles.
En el Consell cada una de les potències aliades tenia un representant. El representant francès fou Ferdinand Foch, substituït posteriorment per Maxime Weygand i Josep Joffre. Els representants britànics foren William Robertson i després Henry Hughes Wilson. Itàlia fou representada per Luigi Cadorna i els Estats Units per Tasker H. Bliss.